# Dobele

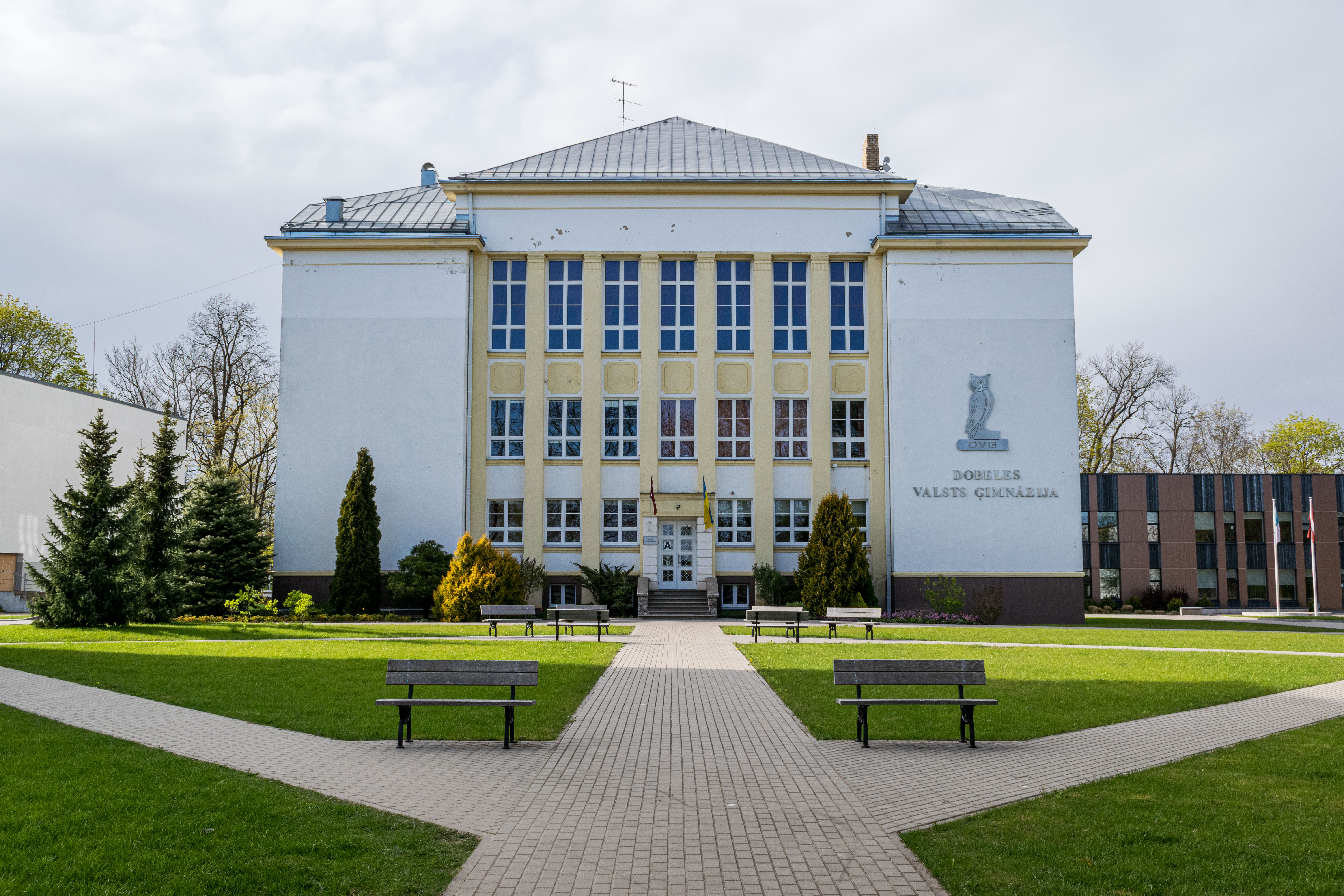
Gymnasium Dobele

Dobele (deutsch Doblen (Betonung auf der zweiten Silbe)) ist eine Stadt im Südwesten Lettlands, gelegen am Fluss Bērze (deutsch Behrse).

## Namensherkunft
1254 wurde in einem Dokument die Ortsbezeichnung Dubelene oder Dubelone verwendet. Später wurde auch die Bezeichnungen Doblene, Doblenen sowie Doblen benutzt. Die ursprüngliche Ortsbezeichnung kann rekonstruiert werden als Dobelene oder Dobeliene, abgeleitet vom lettischen Wort „duobe“ (Grube oder Vertiefung) bzw. dem Diminutiv „duobele“. Am wahrscheinlichsten bedeutet Dobelene "bewohnter Ort in einer kleinen Vertiefung".

## Geschichte
Die erste schriftliche Erwähnung erfolgte 1254, als das Gebiet zwischen dem Bischof von Riga und dem Livländischen Orden geteilt wurde. Am 6. Juli 1272 wurde in Riga ein Vertrag zwischen Albert Suerbeer, dem Erzbischof von Riga, Walter von Nordeck, dem Landmeister in Livland des Deutschen Ordens, und Vertretern der unterworfenen Semgallen geschlossen. Darin wurden die Abgaben festgesetzt, die die Semgallen zu leisten hatten (§ 1 und § 3), ihre Frondienste (§ 2) sowie ihre Hand- und Spanndienste beim Burgenbau und beim Wegebau (§ 4). Der Orden sicherte den Semgallen zu, dass vor Gericht „nach dem Recht und der Gewohnheit des Landes“ geurteilt werde (§ 5). Als sich die Semgallen gegen die Herrschaft des Ordens erhoben, war Dobele von 1279 bis 1290 ein Stützpunkt der Aufständischen. Die Burg widerstand mehreren Angriffen des Deutschen Ordens. Im Jahre 1280 belagerten die Ordensritter unter Führung von Konrad von Feuchtwangen, dem 13. Hochmeister, die Burg und im Jahre 1289 unter Führung von Konrad von Hattstein, dem Landmeister in Livland. Nachdem das umliegende Gebiet verwüstet und entvölkert war, zogen sich die Verteidiger 1290 schließlich auf litauisches Gebiet zurück.
Im 14. Jahrhundert entstand eine gemauerte Burg des Deutschen Ordens. Im Polnisch-Schwedischen Krieg (1600–1629) wurde die Burg von den Schweden eingenommen.
Die Regentschaft des Herzogs Jakob Kettler von Kurland brachte wirtschaftlichen Aufschwung. In Dobele bestanden mehrere Manufakturen sowie Wassermühlen und ein Sägewerk.
Auch im Zweiten Nordischen Krieg war der Ort zeitweise von den Schweden besetzt. 1710 wütete die Pest. 1795 wurde Kurland Teil des russischen Reiches. 1881 hatte Dobele 1083 Einwohner. 1917 erhielt Dobele Stadtrechte.
1925 wurden die Stadtrechte vergeben. 1927 bekam Dobele eine Bahnstation an der neuen Bahnstrecke Jelgava–Liepāja, die gebaut wurde, weil die Verbindung nach Libau/Liepāja nach Gründung der baltischen Staaten über litauisches Gebiet führte, was zuvor im russischen Zarenreich ohne Bedeutung war. Das Bahnhofsgebäude wurde 1929 errichtet. Nach dem Zweiten Weltkrieg wuchs der Ort durch Ansiedlung von Industrie. Unweit Dobele bestanden zwei große Kasernen der Sowjetarmee.
Das Unternehmen Dobeles Dzirnavnieks entstand 1976.
2009 schlossen sich zehn umliegende Gemeinden mit der Stadt zum Bezirk Dobeles novads zusammen. Im Bezirk sind 24.390 Einwohner gemeldet (1. Juli 2010).
(Siehe auch: Verwaltungsgliederung Lettlands)

## Ordensburg Doblen
Von der Burg des Deutschen Ordens sind nur noch Ruinen erhalten. Durch archäologische Grabungen soll der genaue Ort der älteren semgallischen Holzfestung an gleicher Stelle lokalisiert werden. Die verhältnismäßig gut erhaltene Burgkapelle wird, unterstützt mit EU-Mitteln, zu einer Ausstellungshalle ausgebaut, um ab 2021 den älteren Teil der historischen Sammlung des Museums Doblen aufzunehmen.

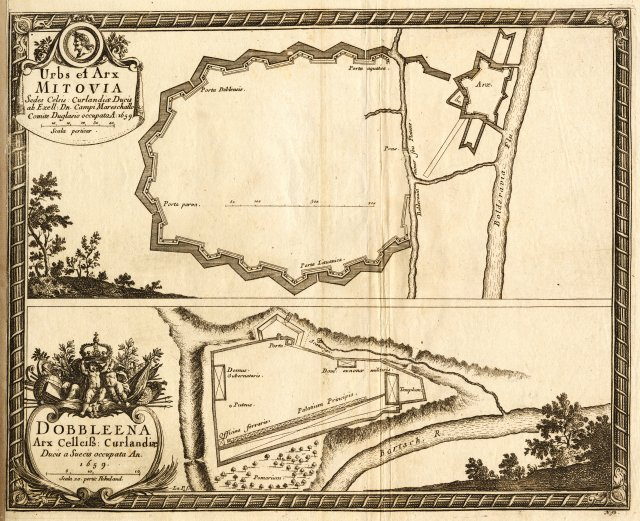
Grundriss der Burg Doblen im Jahre 1659 (im Bild unten)
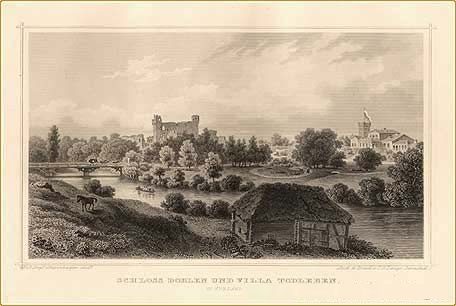
Die Burgruine (links) und die Villa Todleben (rechts) im 19. Jahrhundert
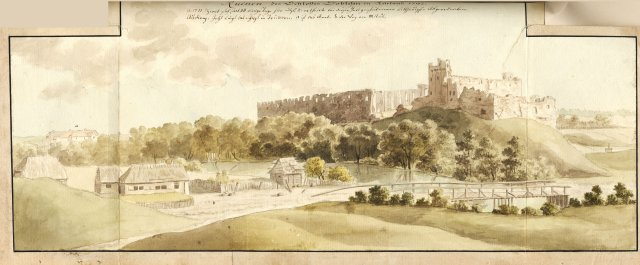
Schloss Doblehn in Kurland 1792
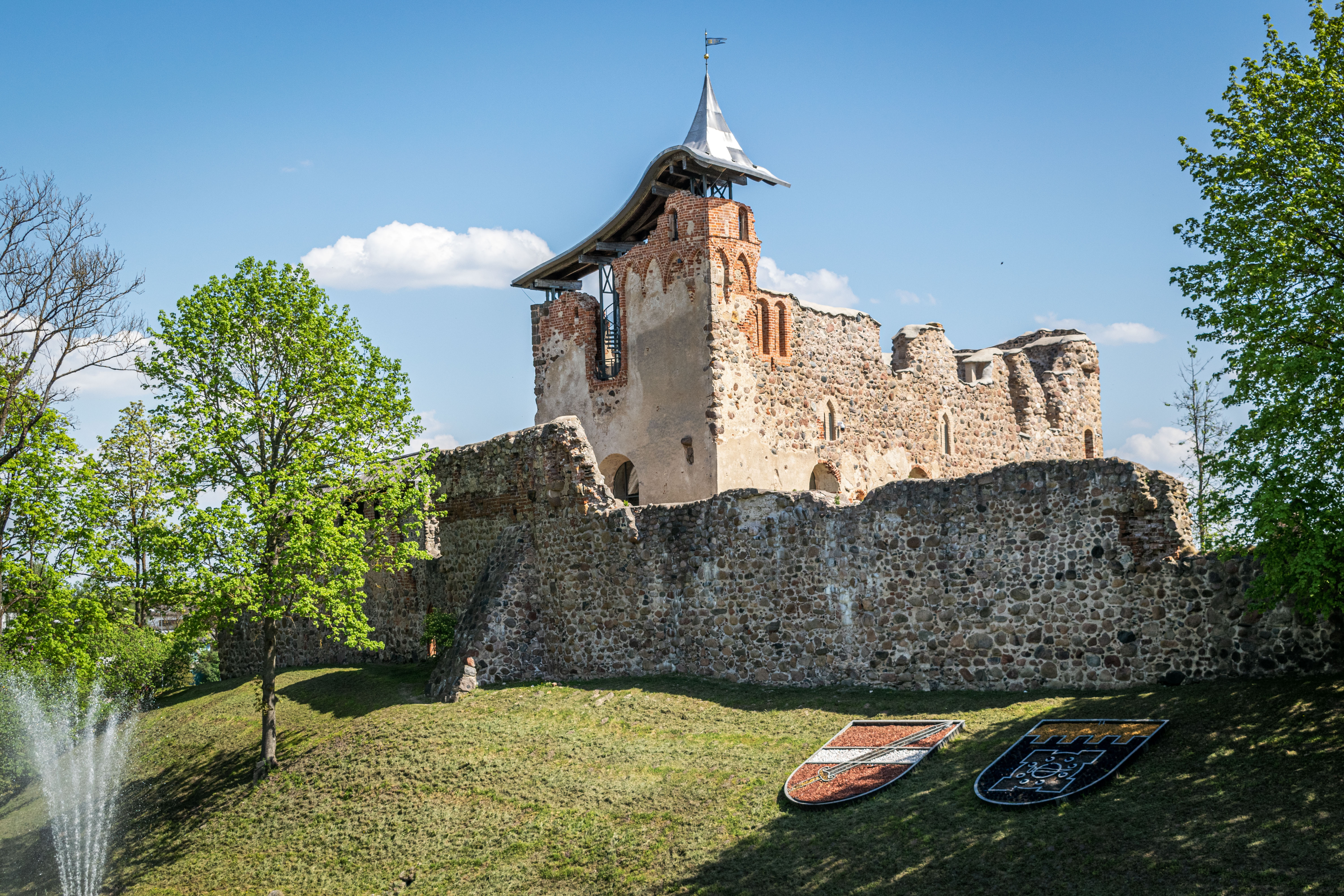
Burgruine Doblen
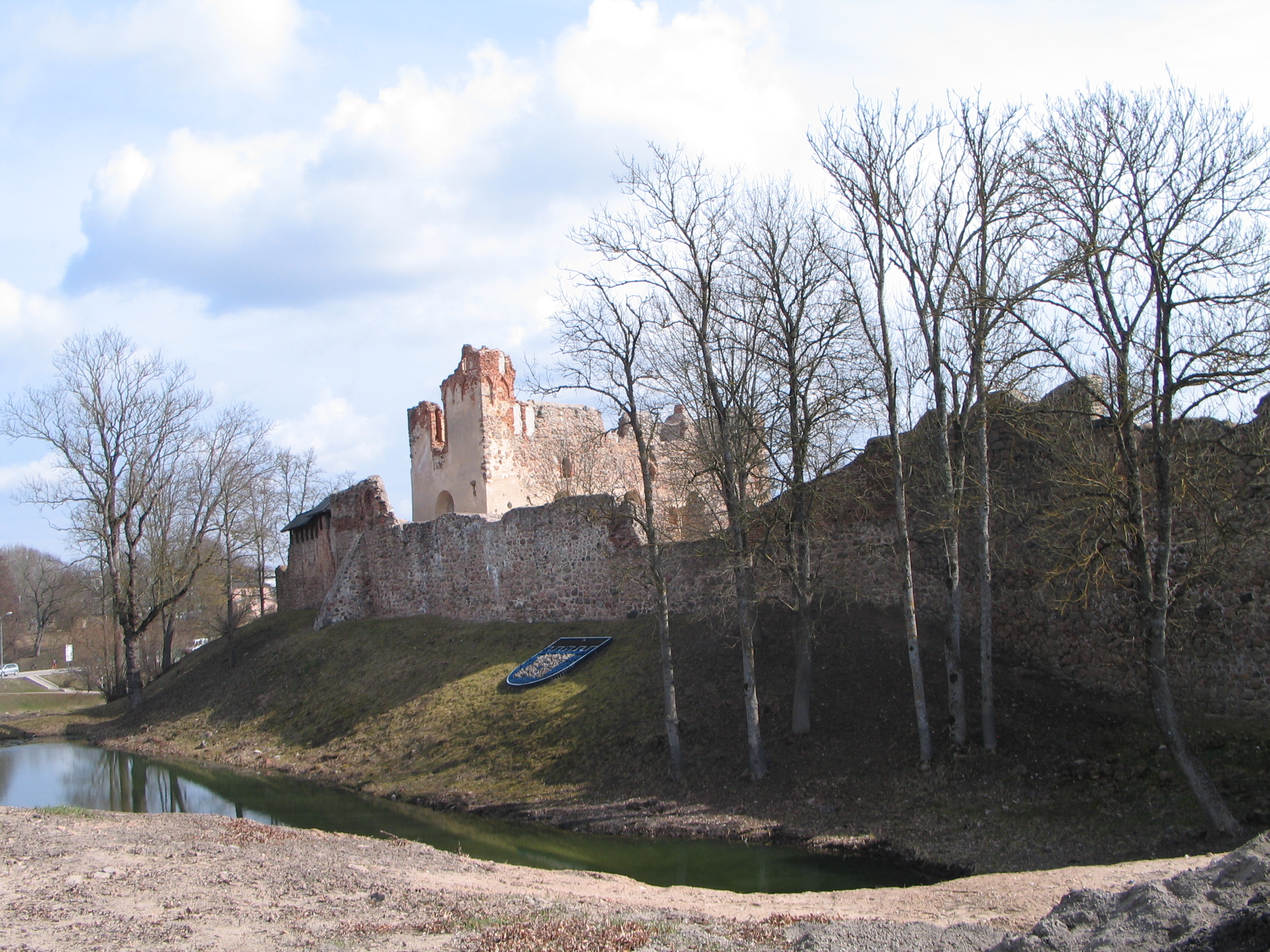
Burgruine Doblen
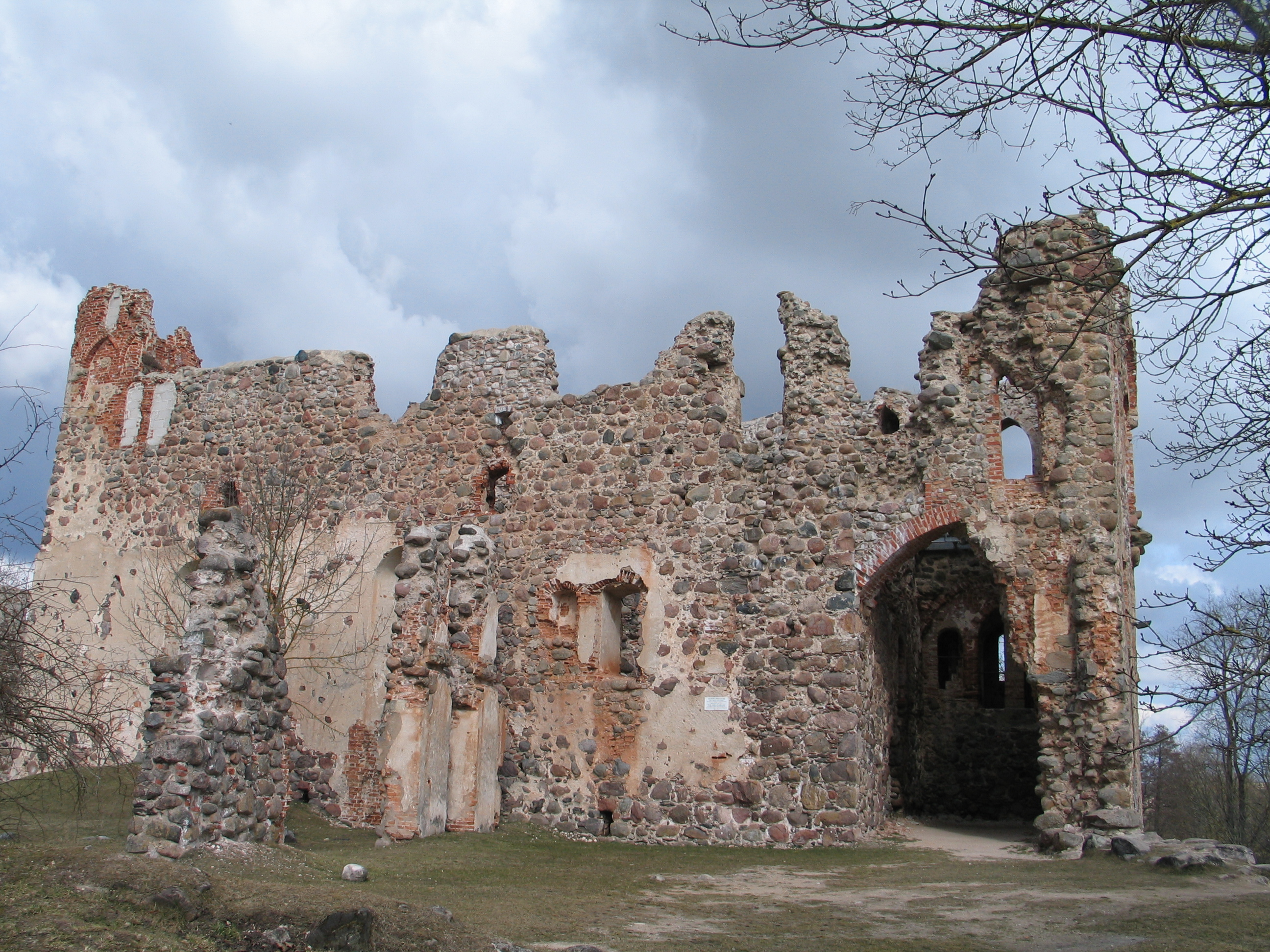
Burgruine Doblen
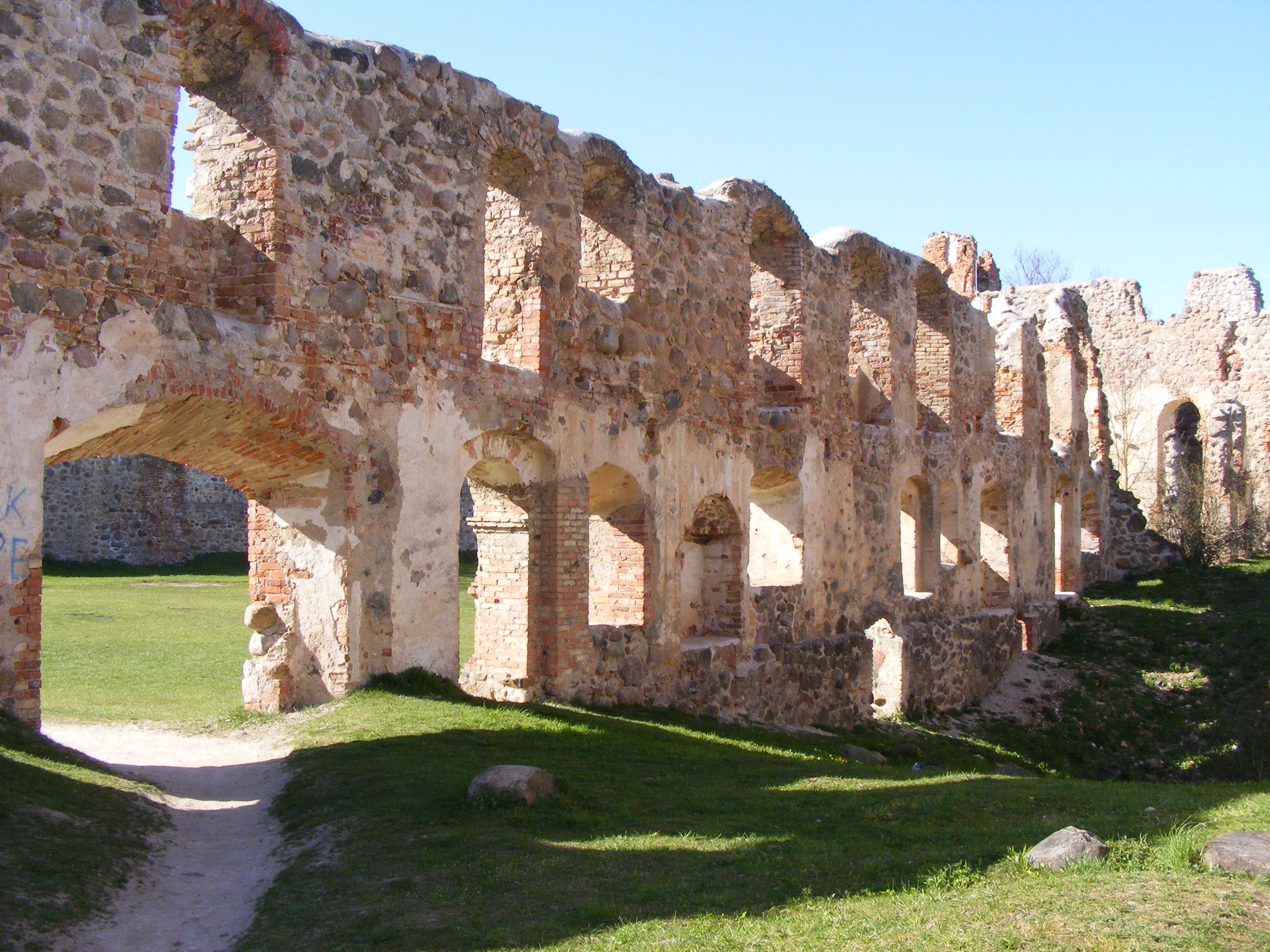
Burgruine Dobele

## Evangelisch-Lutherische Kirche von Dobele
Das Kirchengebäude wurde 1495 im Auftrag von Wolter von Plettenberg, Meister des Livländischen Ordens, erbaut und später mehrmals umgebaut, die Turmspitze erhielt ihr heutiges Aussehen im Jahr 1907. 

## Museum Dobele
Das lokalhistorische Museum der Stadt befindet sich seit 1996 in einem ehemaligen Krankenhausgebäude. Die Sammlung von insgesamt 23.000 Stücken reicht von prähistorischen Funden bis hin zu zeitgeschichtlichen Fotografien und Dokumenten. Die Dauerausstellung zeigt eine Auswahl an Exponaten bis in die 1940er Jahre des 20. Jahrhunderts. Regelmäßige Sonderausstellungen präsentieren Werke örtlicher Künstler und Kunsthandwerker.

## Städtepartnerschaften
Es bestehen Städtepartnerschaften mit
- Brjansk, Russland
- Schmölln, Deutschland
- Altenburg, Deutschland
- Konin, Polen
- Naujoji Akmenė, Litauen
- Joniškis, Litauen
- Tapa, Estland
- Tukums, Lettland
- Ängelholm, Schweden
- Ulricehamn, Schweden.

## Persönlichkeiten
- August Bielenstein (1826–1907), ab 1867 Pastor der deutschen Gemeinde Doblen
- Victor von Richter (1841–1891), Chemiker
- Gustav Otto (1843–1917), Arzt und Historiker
- Siegfried Bielenstein (1869–1949), Maler und Grafiker
- Bernhard Bielenstein (1877–1959), Architekt des Jugendstils
- Gabriele Schneider (1905–1967), Lehrerin, MdV
- Jānis Bunkšs (* 1953), Politiker
- Leonīds Kalniņš (* 1957), General
- Alexei Leonidowitsch Kudrin (* 1960), russischer Finanzminister
- Uldis Augulis (* 1972), Politiker
- Viktors Ščerbatihs (* 1974), Gewichtheber und Politiker
- Andris Naudužs (* 1975), Radrennfahrer
- Lauris Reiniks (* 1979), Sänger, Schauspieler und Showmaster
- Mārtiņs Lībergs (* 1980), Handballspieler
- Ģirts Lilienfelds (* 1982), Handballspieler
- Māris Veršakovs (* 1986), Handballspieler
- Emīls Liepiņš (* 1992), Radrennfahrer
- Artūrs Plēsnieks (* 1992), Gewichtheber
- Kristers Tobers (* 2000), Fußballspieler